# Casalserugo
Casalserugo – miejscowość i gmina we Włoszech, w regionie Wenecja Euganejska, w prowincji Padwa.
Według danych na rok 2004 gminę zamieszkiwało 5517 osób, 367,8 os./km².